# Карандайкасы
Карандайкасы́ (чув. Карантай) — деревня в Чебоксарском районе Чувашской Республики. Входит в состав Сирмапосинского сельского поселения.

## География
Находится в северной части Чувашии на расстоянии приблизительно 1 км на юг-юго-восток от районного центра поселка Кугеси у автомагистрали М-7.

## История
Известна с 1795 года как выселок деревни Тогашево (ныне Кивсерткасы) с 3 дворами. В 1858 году было 69 жителей, в 1897 — 84, в 1926 — 32 двора, 132 жителя, в 1939—140 жителей, в 1979—144. В 2002 году было 74 двора, в 2010 — 72 домохозяйства. В период коллективизации был образован колхоз «Карандай», в 2010 году работал СХПК «Колхоз им. Куйбышева».

## Население
Постоянное население составляло 321 человек (чуваши 98 %) в 2002 году, 325 в 2010.